# Armandinho (cantor brasileiro)
Armando Antônio Silveira da Silveira (Porto Alegre, 22 de janeiro de 1970), mais conhecido pelo seu nome artístico Armandinho, é um cantor e compositor brasileiro.

## Biografia

### Infância e adolescência
Nascido de pais gaúchos, Armandinho desde criança ouviu de tudo um pouco. O pai, com quem conviveu pouco, tocava Música Popular Brasileira no violão e cantava. Sua mãe costumava comprar um disco de MPB e Rock por mês e foi sua grande incentivadora.
| “ | Foi minha mãe quem me colocou na aula de violão, aos 8 anos. Devo muito a ela por ter me proporcionado coisas úteis, não coisas fúteis. | ” |

Com a avó, aprendeu a gostar dos artistas populares dos programas da Rádio Farroupilha. O padrasto, um gauchão bem tradicional, ouvia música regional, incluindo os argentinos Mercedes Sosa e Atahualpa Yupanqui.
A música sempre serviu como terapia para a sua fala, já que ele era muito gago. No colégio, quando tinha que ler um texto, logo começava a gaguejar. Daí toda a turma sempre ria, levando a situação a ficar bem traumática para ele. No entanto, Armandinho descobriu que quando cantava não gaguejava. Então começou a ler os textos cantando e acabou virando uma atração na sala.
Sua relação com o surfe começou muito cedo e aos 11 anos ia surfar na praia de Tramandaí, no Rio Grande do Sul. Armandinho morava em Porto Alegre que, apesar de não ter praia, é uma cidade que tem muitos surfistas. A praia mais próxima fica a 100 km e o acesso é fácil. Naquela época o surfe teve uma "explosão" e as pessoas de seu colégio também começaram a praticar o esporte. Nas férias de colégio, no verão, sua família costumava viajar para Santa Catarina.
Em 1985, formou com colegas sua primeira banda, ainda em tempos de estudante. Aos 12 anos de idade Armandinho já compunha, sendo que a primeira canção de sua autoria a estourar nas rádios anos depois, "Sexo Na Caranga", foi escrita nessa época.  Teve a 'fase Beatles', a 'fase Rolling Stones' e uma idolatria por Elvis Presley que lhe rendeu o primeiro e doloroso contato com a morte:
| “ | Me lembro quando o Cid Moreira anunciou a morte do Elvis no Jornal Nacional. Eu tinha sete anos e foi um choque pra mim! | ” |

Na adolescência começou a andar com uma turma mais velha e acabava matando aula para ir à praia. Saía depois do almoço para "pegar onda" em Tramandaí e só voltava para casa no final da tarde.
No ano de 1994 entrou na banda de rock TNT, através do amigo e músico Charles Master. Porém a banda se desfez no mesmo ano, não influenciando muito na carreira de Armandinho.[carece de fontes?]

### Começo
Foi na MPB e nos "bares da vida" que Armandinho moldou seu caminho, mas o divisor de águas entre a noite e o sucesso radiofônico aconteceu em 2001, quando uma fita cassete com dez canções foi entregue ao diretor da Rede Atlântida (braço do Grupo RBS, da qual o selo Orbeat Music também faz parte), que gostou do que ouviu e pediu para levar uma música da fita para a programação da rádio. A música em questão era "Folha de Bananeira" que ficou entre as quatro mais pedidas da Rádio Atlântida e em qualquer lugar do Rio Grande do Sul onde foi tocada. O refrão, "Fuma, fuma, fuma, folha de bananeira. Fuma na boa, só de brincadeira", ficou na mente de muitas pessoas devido a tamanha repercussão que a canção teve. Em seguida, outra música, "Rosa Norte", também fez grande sucesso na programação da rádio.

### Carreira profissional
Em 2002, lançou seu álbum de estreia, Armandinho, com o selo gaúcho Orbeat Music. "Balanço da Rede" abre o trabalho, com forte ênfase na “pegada” reggae. Sucessos como "Ursinho de Dormir", "Reggae das Tramanda", "Sentimento" e "Outra Noite Que Se Vai" também fazem parte do álbum. Seu segundo disco, Casinha, lançado em 2004, trouxe o grande sucesso "Desenho de Deus", além de uma versão de "O Leãozinho", de Caetano Veloso.
Em 2006, assinou com a Universal Music e lançou seu primeiro álbum ao vivo, intitulado apenas de Ao Vivo, trabalho que o fez conhecido no Brasil inteiro. Gravado na cidade de Camboriú, o CD e DVD traz todos os hits do cantor até então.
Em 2007, lança o quarto álbum de sua carreira, Semente, que também é título da primeira música de trabalho do álbum. Em 2008, o cantor e a gravadora resolveram inovar e lançaram o maxi single Madeira, um EP digital com quatro músicas inéditas por preço acessível.
Após deixar a gravadora, Armandinho lançou em 2009, seu quinto álbum, intitulado Volume 5. Nesse trabalho o cantor decidiu fugir um pouco do estilo pop-romântico, rótulo que ele temia cair por conta do hit Desenho de Deus. O álbum possui composições que ganhariam espaço definitivo em seus shows, tais como Amor de Primavera e Desejos do Mar. O álbum conta ainda com uma versão para a música Como Dois Animais, de Alceu Valença. Sem ter deixado o reggae e o romantismo de lado, o músico revelou algumas de suas influências roqueiras em riffs e pormenores de guitarras gravadas todas por ele mesmo.
| “ | Como fiquei responsável por todas as guitarras, deixei meu lado rock falar um pouco mais alto. Sempre ouvi muito Black Sabbath, The Clash, Jimi Hendrix, Sublime. Gosto muito do Tom Morello (Rage Against The Machine) também. | ” |

Após uma bem sucedida turnê no Brasil, Estados Unidos, Uruguai e Peru, Armandinho escolhe a Argentina para a gravação de seu segundo DVD, intitulado Ao Vivo em Buenos Aires, lançado em dezembro de 2012 em vários países da América Latina. Também em 2012, lançou o single "Sol Loiro" na internet e nas rádios. No final de 2013, Armandinho lançou o single "A Ilha", outro grande sucesso nas rádios.
Ainda em 2013, foi lançado o álbum Sol Loiro, também em vários países da América Latina, rendendo uma turnê com shows lotados e sendo muito bem recebido pelos fãs. Em julho de 2015, o artista lançou nas rádios e na internet a música Qual que é? (Um tempo pra sonhar).
Em setembro de 2015, a canção Outra Vida foi incluída na trilha sonora da novela das seis, Além do Tempo, da Rede Globo.
Em 5 de agosto de 2019, é lançado em todas as plataformas digitais, seu terceiro álbum ao vivo, intitulado Acústico, gravado nos dias 8 e 9 de agosto de 2017 no Teatro do Bourbon Country, em Porto Alegre.

## Discografia

#### Álbuns de estúdio
- (2002) Armandinho
- (2004) Casinha
- (2007) Semente
- (2009) Volume 5
- (2013) Sol Loiro
- (2025) Se o Tempo Passa

#### DVDs e álbuns ao vivo
- (2006) Ao Vivo
- (2012) Ao Vivo em Buenos Aires
- (2019) Acústico

#### Singles
| Ano  | Single                              | Álbum         |
| ---- | ----------------------------------- | ------------- |
| 2002 | "Balanço da Rede"                   | Armandinho    |
| 2002 | "Rosa Norte"                        | Armandinho    |
| 2002 | "Ursinho de Dormir"                 | Armandinho    |
| 2002 | "Pegando a Saideira"                | Armandinho    |
| 2002 | "Folha de Bananeira"                | Armandinho    |
| 2002 | "Reggae das Tramanda"               | Armandinho    |
| 2002 | "Sentimento"                        | Armandinho    |
| 2002 | "Pela Cor do Teu Olho"              | Armandinho    |
| 2002 | "Outra Noite Que Se Vai"            | Armandinho    |
| 2004 | "Pescador"                          | Casinha       |
| 2004 | "Casinha"                           | Casinha       |
| 2004 | "Paulinha"                          | Casinha       |
| 2004 | "Tarde de Sol"                      | Casinha       |
| 2004 | "Analua"                            | Casinha       |
| 2004 | "Toca Uma Reguera Aí"               | Casinha       |
| 2004 | "Desenho de Deus"                   | Casinha       |
| 2004 | "Casa do Sol"                       | Casinha       |
| 2006 | "Lua Cheia"                         | Ao Vivo       |
| 2006 | "Eu Juro"                           | Ao Vivo       |
| 2007 | "Semente"                           | Semente       |
| 2007 | "Morena Nativa"                     | Semente       |
| 2007 | "Oh Lua"                            | Semente       |
| 2007 | "Menina Que Me Encabrero"           | Semente       |
| 2009 | "Tá Todo Mundo Aí"                  | Volume 5      |
| 2009 | "Fio de Cabelo"                     | Volume 5      |
| 2009 | "Amor de Primavera"                 | Volume 5      |
| 2013 | "Sol Loiro"                         | Sol Loiro     |
| 2013 | "A Ilha"                            | Sol Loiro     |
| 2013 | "Trilha do Sol"                     | Sol Loiro     |
| 2013 | "Ainda Gosto de Você"               | Sol Loiro     |
| 2015 | "Qual Que é? (Um Tempo pra Sonhar)" | apenas single |
| 2016 | "Eu Sou do Mar"                     | apenas single |
| 2016 | "Menina do Verão" (ft. Bebeto)      | apenas single |
| 2019 | "Desses Olhos"                      | Acústico      |
| 2021 | "Eu Gosto Dela"                     | apenas single |
| 2021 | "Minha Mina"                        | apenas single |
| 2021 | "Amor Vem Cá"                       | apenas single |

## Prêmios e indicações

#### Prêmio Açorianos
| Ano  | Categoria              | Indicação  | Resultado |
| ---- | ---------------------- | ---------- | --------- |
| 2002 | Compositor de Pop/Rock | Armandinho | Indicado  |
| 2002 | Intérprete de Pop/Rock | Armandinho | Indicado  |
| 2005 | Compositor de Pop      | Armandinho | Indicado  |
| 2005 | Disco de Pop           | Casinha    | Indicado  |